# Liste der Bodendenkmale in Kellenhusen (Ostsee)
In der Liste der Bodendenkmale in Kellenhusen (Ostsee) sind die Bodendenkmale der Gemeinde Kellenhusen (Ostsee) nach dem Stand der Bodendenkmalliste des Archäologischen Landesamts Schleswig-Holstein von 2016 aufgelistet. Die Baudenkmale sind in der Liste der Kulturdenkmale in Kellenhusen aufgeführt.
| Denkmal-ID           | Befundart               | Bezeichnung                              | Zeitstellung                 | Lage | Bemerkungen | Bild |
| -------------------- | ----------------------- | ---------------------------------------- | ---------------------------- | ---- | ----------- | ---- |
| aKD-ALSH-Nr. 002 096 | Grabmal > Großsteingrab | Steinkammer                              | Neolithikum                  |      |             |      |
| aKD-ALSH-Nr. 002 097 | besonderer Stein        | Inschriftenstein/Grenzstein/Schalenstein |                              |      |             |      |
| aKD-ALSH-Nr. 002 098 | Grabmal > Grabhügel     | Grabhügel                                | Vor- und/oder Frühgeschichte |      |             |      |
| aKD-ALSH-Nr. 002 099 | Grabmal > Grabhügel     | Grabhügel                                | Vor- und/oder Frühgeschichte |      |             |      |
| aKD-ALSH-Nr. 002 100 | Grabmal > Grabhügel     | Grabhügel                                | Vor- und/oder Frühgeschichte |      |             |      |
| aKD-ALSH-Nr. 002 101 | Grabmal > Grabhügel     | Grabhügel                                | Vor- und/oder Frühgeschichte |      |             |      |